# Ulica Skobelevskaya
Ulica Skobelevskaja (in russo:Улица Скобелевская) è una stazione della Linea Butovskaja, la linea 12 della Metropolitana di Mosca. È stata inaugurata il 27 dicembre 2003.